# Alcatraz: Prison Escape
Alcatraz: Prison Escape là một game hành động sinh tồn. Trò chơi được Zombie Studios phát triển và Activision Value phát hành trên toàn thế giới vào ngày 26 tháng 11 năm 2001 dành riêng cho nền tảng Microsoft Windows. Người chơi điều khiển một người bị kết án oan khi anh ta cố gắng trốn khỏi năm loại nhà tù khác nhau để chứng minh sự vô tội của mình ở thế giới bên ngoài. Người chơi phải lén lút luồn lách đám lính canh gác để vượt qua mọi cấp bậc trong nhà tù. Nếu để bị ai đó nhìn thấy, một báo động sẽ rung lên buộc người chơi phải ẩn nấp tạm thời.
Tên gọi của game được giữ dưới dạng kết thúc cho đến cuối chu kỳ phát triển; khiến nhóm lập trình phải tạo ra một màn chơi Alcatraz tạm thời bằng cách lồng vào trong game còi báo sương mù, hải âu và Cầu Cổng Vàng được vẽ thô sơ.